# Крауц, Бярнат

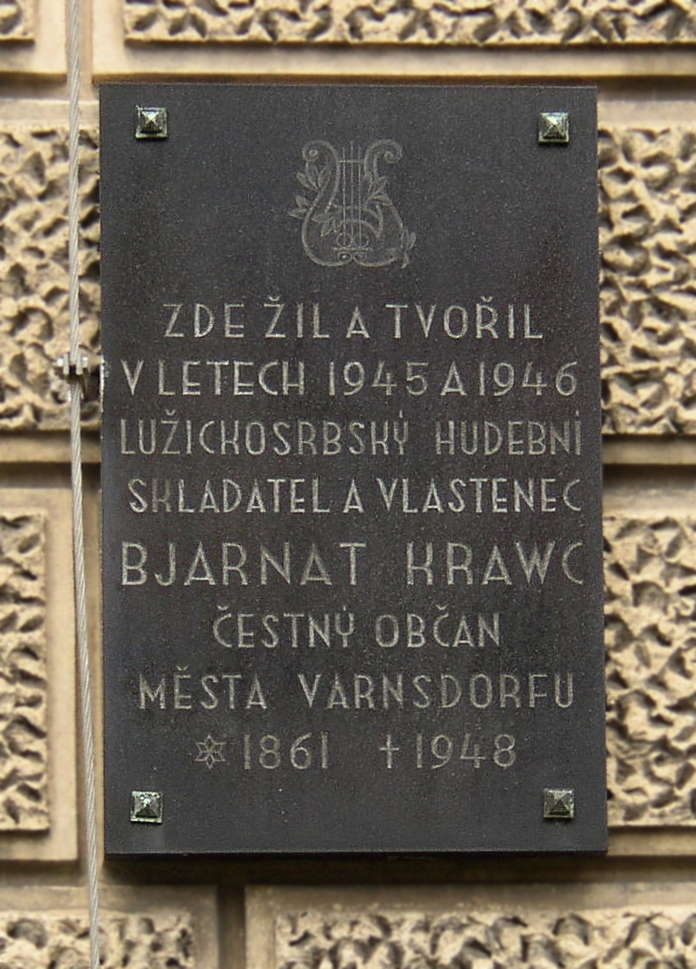
Мемориальная доска, Варнсдорф, Чехия

Бя́рнат Кра́уц, известен также под немецким вариантом — Бернхард Крауц-Шнайдер (в.-луж. Bjarnat Krawc, нем. Bernhard Krawc-Schneider, 5 февраля 1861 года, деревня Йитро, около Каменца, Германия — 25 ноября 1948 года, Варнсдорф, Чехословакия) — лужицкий композитор, хормейстер, музыкальный педагог и редактор музыкальной литературы.

## Биография
Родился 5 февраля 1861 года в лужицкой деревне Йитро в окрестностях Каменца. После получения среднего образования обучался в педагогическом училище в Баутцене, который закончил в 1882 году. Проработав некоторое время учителем в Дрездене, в 1883 году поступил в королевскую Саксонскую консерваторию, где в классе Феликса Дрезеке изучал музыкальную композицию. В 1885 году посетил Прагу, где ознакомился с работами чешского композитора Бедржиха Сметаны. Эта поездка повлияла на его музыкальное творчество. После окончания консерватории в 1892 году был руководителем различных хоров в Дрездене. В 1889 году основал лютеранский хор «Čornobóh», в 1893 году — женский хор «Schneiderscher Frauenchor» и хор «Volksliedchor».
После Первой мировой войны организовывал многочисленные хоровые концерты и участвовал в возрождении музыкальной жизни Лужицы. В 1918 году был назначен музыкальным директором королевского саксонского хора. В 1922 году основал Ассоциацию лужицких хоровых обществ. В 1926-28 годах был главным редактором первого лужицкий музыкальный журнал «Łužica Škowrončk». Пытался основать лужицкий симфонический оркестр, однако из-за финансовых проблем ему не удалось этого осуществить. В 1931 году был избран членом Чешской академии в Праге.
В 1937 году нацистские власти запретили ему осуществлять музыкальную деятельность. После бомбардировки Дрездена в феврале 1945 года потерял своё имущество и музыкальный архив, после чего вместе с дочерью Ганкой Крауцец переехал в небольшой чешский город Варнсдорф, где скончался 25 ноября 1948 года.

## Сочинения
Инструментальная музыка
- Ze serbskeje zemje", Сюита, 18944
- «Dopomnjeća raj», Симфоническое интермеццо, 1925;
- Drei sorbische Tänze, 1931/34;
- Sechs sorbische Tänze, 1931/34.

Камерная музыка
- Streichquartett in c-Moll, 1893;
- Sorbische Rhapsodie für Violine und Klavier, 1921;
- Miniaturen für Violine und Klavier, 1929;
- Burleska für Violoncello und Klavier, 1933;
- Kleine Kammerseptette, 1933;
- «Ze serbskeje hole», 14 Stücke für Streichquartett, 1934.

Фортепиано
- Ze serbskich honow", 8 Klavierstücke, 1899;
- 10 Klavierstücke, 1940.

Вокальная музыка
- «Syrotka», Kantate, 1901;
- Missa solemnis für gemischten Chor und Orgelbegleitung, 1932;
- «Wójna a měr», Oratorium, 1942/44;
- 33 Wendische Volkslieder für eine Singstimme und Klavier op. 52;
- «Gaž wětšyk dujo», Chor a cappella.

Другие произведения
- «Heimatstimmen» — Allgemeines Chorgesangbuch, 1903;
- «Naše spěwy» — Sorbisches Schulgesangbuch 1930/31 (mit M. Nawka).

## Награды
- Почётный гражданин Варнсдорфа.